# Застёжка
Застёжка — приспособление для соединения различных элементов одежды, обуви, предметов галантереи и прочего.
Застёжка (стандартизированный термин) — устройство, предназначенное для соединения расходящихся краев или концов кожгалантерейных, швейных и обувных изделий.

## Разновидности
| Фото | Название               | Описание |
| ---- | ---------------------- | --- |
|      | Липучка                | Застёжка, действующая по принципу репейника: упругие крючки зацепляются за нити войлока. |
|      | Застёжка грибок-грибок | Застёжка, похожая на липучку, но вместо крючков и ворса на обеих внутренних поверхностях ленты расположены пластиковые штырьки грибообразной формы, при соединении цепляющиеся друг за друга. |
|      | Молния                 | Застёжка, в которой зубцы особой формы зацепляются друг за друга с помощью бегунка. |
|      | Змейка                 | По форме и принципу действия похожа на застёжку-молнию, но не имеет зубцов — вместо этого используется эластичный пластик. Иногда может даже не иметь бегунка и застёгиваться пальцами        |
|      | Пряжка                 | Застёжка для ремня или ремешка, состоящая из кольца и подвижно закреплённого на нём стержня, длиной несколько больше диаметра кольца.                                                         |
|      | Фастекс                | Полуавтоматическая застёжка для ремня, стропа. |
|      | Пуговица               | Пришитая или прикрепленная (приклёпанная к ткани твёрдая пластинка, которая входит в петлю или зафиксированная на ткани посредством специального стержня, пропущенного в ушко пуговицы)       |
|      | Запонка                | Застёжка просовывается в отверстие в ткани и закрепляется с другой стороны |
|      | Фибула                 | Металлическая застёжка для одежды, одновременно служащая украшением. |
|      | Английская булавка     | По принципу действия похожа на фибулу, но имеет более простую форму. |
|      | Булавка                | Представляет собой иглу с тупой головкой на одном конце. |
|      | Крючок                 | Состоит из металлических крючка и петельки. |
|      | Кнопка                 | Фиксируется за счёт силы упругости пружины, или материала самой кнопки |
|      | Карабин                | Имеет форму скобы с пружинящей защёлкой |
|      | Шнуровка               | Отрезки верёвки определённой длины, продеваемые через специальные отверстия в ткани |